# Belastingparadijs
Belastingparadijs is een informele aanduiding voor een jurisdictie die een relatief gunstig belastingstelsel bezit. Het begrip is sterk ingekleurd door de fiscale doctrine van ieder land. Er is geen overeenstemming over de criteria, waarbinnen landen als belastingparadijs moeten worden beschouwd. De term wordt vaak in een politiek gekleurde context gebruikt en heeft een negatieve lading.
Met name door de ring-fencing is het ook geheel afhankelijk van de situatie van het belastingsubject of een land een belastingparadijs is. Het is mogelijk dat werknemers en het lokale bedrijfsleven hoge (progressieve) tarieven betalen in een land, terwijl holdings van buitenlandse bedrijven en SPV's een symbolisch bedrag betalen waardoor de belastingdruk minder dan een procent is.
Aan belastingparadijzen verwante (en vaak deels overlappende) verschijnselen zijn:
- Offshore financiële centra (OFC's), die buitenlandse investeerders aantrekken met gunstige financiële wetgeving maar niet noodzakelijk belastingwetgeving. Voorbeelden zijn gunstige wetgeving voor verzekeraars en investeringsfondsen. Voor zover er gunstige belastingwetgeving is, ziet deze voornamelijk op belastingneutraliteit en niet zozeer op ontwijking van belastingheffing.
- Jurisdicties met relatief lichte regulering op niet-financiële gebieden. Dit kan zodanig zijn dat zaken die in nabije landen verboden zijn, in het land zelf zijn toegestaan. Voorbeelden zijn scheepsregistraties (goedkope-vlaglanden) en gokken (o.a. Gibraltar).

Soms worden in dit verband ook termen als offshoreconstructie en offshorebank gebruikt, ook als het geen eiland betreft.

## Geschiedenis
Met het Middeleeuwse leenstelsel en de latere opkomst van steden, ontstond decentralisatie en machtsversnippering. Wanneer de omstandigheden gunstig waren, konden deze eenheden zich profileren als belastingparadijs avant la lettre, door met gunstige regelgeving en belastingen handel en investeringen aan te trekken. Deze belastingparadijzen avant la lettre vond men in heel Europa, maar met name de versnippering in Duitsland en Italië werkten dit proces in de hand, omdat er ook concurrentie ontstond. Niet begon hiermee de geschiedenis van moderne belastingparadijzen als Andorra, Monaco en San Marino, maar ook de huidige economische positie van onder andere Hamburg en Frankfurt vindt zijn wortels in hun geschiedenis als vrije stad. In de Nederlanden was IJsselstein een voorbeeld, hoewel ook andere enclaves als Doornik, Mechelen, Culemborg en de Baronie van Breda soortgelijk beleid hanteerden. Overigens betrof het hier niet slechts belastingvoordelen maar ook andere wetgeving die economische activiteit, bijvoorbeeld scheepshandel, bevorderde.
Eind 19e eeuw-begin 20e eeuw werden de fundamenten voor de moderne belastingparadijzen gelegd. Amerikaanse staten, met name Delaware, begonnen vennootschapsrecht in te voeren waarbij men makkelijk nieuwe vennootschappen kon oprichten. Begin 20e eeuw werd in het Britse Rijk middels een aantal rechterlijke uitspraken erkend dat een vennootschap in een jurisdictie gevestigd kon zijn zonder er belasting te betalen, mits er geen inkomen in die jurisdictie verdiend werd. Het sluitstuk volgde toen Zwitserland in 1934 het bankgeheim invoerde en het bankwezen in Zürich begon samen te werken met een aantal verarmde kantons (met name Zug). Luxemburg, Panama en Bermuda begonnen ook te experimenteren met gunstige fiscale wetgeving.
De jaren 1960 tot 1990 vormden de hoogtijdagen voor belastingparadijzen. Luxemburg breidde zijn stelsel van fiscale voordelen uit en voerde eveneens het bankgeheim in, wat legitieme- en "zwartspaarders" uit Nederland, Duitsland, België en Frankrijk aantrok. Singapore kwam op als belastingparadijs en profiteerde van de strategische ligging en stabiliteit in een instabiele regio. Verschillende kleinere landen die onafhankelijk werden, hoopten dit succes te imiteren, maar slaagden hier niet altijd in. Nauru, dat met economische problemen kampte na het opraken van de fosfaatvoorraden, moest zijn fiscale regime herzien na op de zwarte lijst van de OECD te zijn geplaatst en kritiek van broodheer Australië, maar dit had wel weer het gevolg dat alle investeerders het land verlieten.
Het definitieve keerpunt kwam met de eeuwwisseling. De War on Terror en de War on Drugs leidde tot zwaardere kritiek op belastingparadijzen en de rol die zij speelden in onder andere witwassen. Bovendien werd het weglekken van belastinginkomsten meer en meer als onethisch gezien. Vanuit de OECD en de EU liggen belastingparadijzen dan ook meer en meer onder vuur, en middels initiatieven als ATAD en BEPS proberen landen de belastingvoordelen van belastingparadijzen teniet te doen. Dit heeft in een aantal gevallen geleid tot een herpositionering van belastingparadijzen, onder andere als centrum voor toerisme of als offshore financieel centrum met een goedopgeleide bevolking voor niet-fiscaal gemotiveerde transacties.

## Criteria
Belastingparadijzen bieden één of meer fiscale voordelen om bedrijven of vermogende particulieren aan te trekken, zodat ze zich in het land vestigen. Vaak is sprake van een opzettelijk beleid van het creëren van belastingvoordelen en een gebrek aan transparantie, waardoor een economie ontstaat waarbij de internationale dienstensector de nationale economie veelvoudig overtreft. Deze economie is meestal sterk gebaseerd op financiële dienstverlening.
Vrijwel alle landen die aan deze definitie voldoen, kennen een flexibel vennootschapsrecht waarbij makkelijk en snel vennootschappen kunnen worden opgericht, een strict bankgeheim, en het niet in de belastingheffing betrekken van buitenlandse inkomsten en investeringen.
Hiertoe kunnen verschillende instrumenten worden gehanteerd. Elementen daarbij kunnen zijn:
- het ontbreken van heffingen op royalty's, rente en dividend
- het hebben van een ruime deelnemingsvrijstelling
- een ruime rulingpraktijk
- een uitgebreid verdragennetwerk met meerdere landen (hoewel veel staten niet geneigd zullen zijn zomaar een belastingverdrag met een belastingparadijs te sluiten)
- lage belastingtarieven voor bepaalde vennootschappen
- lage of in het geheel geen belasting op vermogen, vermogenswinst en inkomen uit vermogen van particulieren of algehele lage tarieven
- lage of geen belastingen op bepaalde zaken als benzine, alcohol en tabak
- ring-fencing: bepaalde categorieën belastingplichtigen (vaak buitenlandse investeerders, holdings van vermogende particulieren, orphan structures of dochtermaatschappijen van buitenlandse vennootschappen) worden anders (vaak beter) behandeld dan binnenlandse belastingplichtigen. Vaak kan een vennootschap om een bijzonder belastingregime verzoeken dat al dan niet middels kunstgrepen (veelal door vermindering van de belastinggrondslag) de belasting zeer gevoelig terugbrengt, soms tot feitelijk niets of tot een symbolisch bedrag.
- Veel belastingparadijzen staan ook bekend als goedkope-vlaglanden. Ook kan men soms een verblijfsvergunning of de nationaliteit verkrijgen wanneer men een bepaald bedrag in het land investeert (gouden paspoort), hetgeen weer vergemakkelijkt dat deze personen als inwoner van het land van de belastingvoordelen kunnen profiteren, ook in relatie tot hoogbelastende herkomst- of werklanden.

## Clientele
Belastingparadijzen zijn vaak interessant voor de volgende groepen bedrijven en personen:
- Artiesten en houders van intellectuele eigendommen in verband met de lage tarieven en het ontwijken van heffingen op royalty's.
- Andere vermogenden. Soms wordt het gehele vermogensbeheer door een rentmeester of bank vanuit het belastingparadijs georganiseerd.
- Multinationals die hun geldstromen zo efficiënt mogelijk willen laten verlopen, met per betaling tussen vennootschappen zomin mogelijk kosten (waaronder belastingen). De motieven zijn hier vaak niet alleen fiscaal: de locatie van de moedermaatschappij en werkmaatschappijen kan hier een rol spelen, alsmede het blokkeren van juridische aansprakelijkheid of het spelen met stem- en winstrechten om voor kapitaalverschaffers een optimale kapitaalmix te verschaffen.
- SPV's en andere investeringsvehikels en de partijen daarachter. De motivering is hier veelal niet puur fiscaal, maar men wil wel een situatie waarin in de geldstromen van en naar het SPV zo min mogelijk kosten (waaronder belastingen) verloren gaan.
- Bedrijven en ondernemers die door specifieke voordelen in combinatie met de lage tarieven worden aangetrokken, zoals voordelige regelingen voor het aanbieden van online gokken of bepaalde rechtsvormen zoals de Nederlandse Stichting, de Angelsaksische trust, investeringsfondsen, of gecompartimenteerde entiteiten zoals in Luxemburg en Jersey.
- Consumptietoeristen die omwille van goedkope (laagbelaste of accijnsvrije) drank, sigaretten en benzine in bepaalde landen gaan tanken of winkelen.
- In verband met het bankgeheim en de flexibiliteit trekken (sommige) belastingparadijzen ook nogal eens mensen met minder zuivere motieven aan, met het oogmerk zwart geld te verbergen, belastingfraude te plegen, geld verborgen te houden voor crediteuren, het ontwijken van economische sancties, geld witwassen of financiering van terrorisme.

## Substance
Veel landen hanteren in hun belastingrecht het 'substance-over-formprincipe'. Dit betekent dat men naar de werkelijke omstandigheden kijkt en die laat prevaleren boven de juridische form. Voorbeelden zijn:
- Een popster laat zich in Zug, Zwitserland, inschrijven. Hij verdient al zijn geld middels Nederlandse optredens, en dit komt binnen op Nederlandse bankrekeningen. Ook verblijft hij meestal in een pied-à-terre in Amsterdam. Aangezien het centrum van zijn activiteiten in Nederland is, komt de substantie van zijn verblijfplaats niet overeen met de juridische vorm. De Nederlandse belastingdienst zal hem in Nederland belasten (tegen Nederlandse tarieven).
- Een Luxemburgse holding is eigendom van een Duits bedrijf en heeft drie directeuren. Deze directeuren krijgen echter gedetailleerde instructies van de Duitse moedermaatschappij. Twee van hen wonen zelfs over de grens in Duitsland. De Duitse belastingdienst zal hier oordelen dat de feitelijke leiding zich niet in Luxemburg, maar in Duitsland bevindt, en dat substance en juridische vorm niet overeenkomen, en de holding in de Duitse belastingheffing betrekken.

Trustkantoren in belastingparadijzen (en soms ook banken en advocaten indien zij deze diensten aanbieden), proberen dit op te vangen door onder andere, naast het vestigingsadres, lokale directeuren en een bankrekening, de vennootschap zodanig te leiden dat beslissingen (formeel) binnen de grenzen van het belastingparadijs worden genomen zodat de feitelijke leiding aldaar plaatsvindt. Eventueel kunnen ze deze indruk versterken met naamplaatjes, een eigen telefoonnummer, en eigen kantoorruimte. De kritiek op deze constructies is dat de werkelijke besluiten nog steeds buiten het belastingparadijs worden voorbereid en dus feitelijk ook daar genomen worden, dat slechts de formele besluitvorming ter plaatse geschiedt, en dat de lokale directeuren er feitelijk niets over te zeggen hebben.
Vermogende individuen kunnen hun substance verhogen door in het belastingparadijs onroerend goed te kopen, een bankrekening aan te houden, en er ten minste de helft van het jaar ook echt te verblijven.

## Kritiek en risico´s
Belastingparadijzen worden vaak bekritiseerd vanuit andere landen. Deze kritiek betreft vaak de volgende punten:
- De groei van belastingparadijzen geschiedt ten koste van andere landen. Ook grensstreken kunnen hinder ondervinden van concurrentie van de nijverheid in het belastingparadijs.
- Fiscaal sturingsbeleid wordt ondermijnd, omdat belastingplichtigen de belasting kunnen ontwijken via een belastingparadijs.
- Het opzetten van belastingstructuren is relatief duur. Hierdoor zijn het vooral de hogere inkomens en vermogens en grotere bedrijven die hun belastingdruk gevoelig tussen terugdringen, terwijl midden- en lage inkomens dit niet kunnen. Dit leidt tot grote maatschappelijke kritiek, met name wanneer de regering lastenverzwaringen door wil voeren.
- Het leidt tot economische verstoringen en oneerlijke concurrentie, bijvoorbeeld pompstationhouders in de grensstreek met Luxemburg die niet tegen de goedkopere Luxemburgse tarieven kunnen concurreren.
- Vanwege de flexibiliteit, verminderde controle en bankgeheim worden belastingparadijzen geassocieerd met onder andere witwassen en financiering van terrorisme.

Voor personen en bedrijven die gebruikmaken van belastingparadijzen bestaan er ook risico's:
- Wets- en verdragswijzigingen kunnen de constructie onrendabel maken. Het is goed mogelijk dat men dan voor niets hoge kosten voor belastingplanning en het opzetten van de structuur maakt.
- Belastingvoordelen zijn vooral interessant wanneer er (te verrekenen) winst is. Wanneer deze er niet is, is er ook geen belastingvoordeel terwijl de instandhoudingskosten (advocaten, audit, trustkantoor) nog wel betaald moeten worden.
- Sommige constructies zijn zodanig op de grens dat een klein foutje grote fiscale gevolgen kan hebben. De tennisser Boris Becker liep bijvoorbeeld tegen de lamp omdat hij te veel tijd in Duitsland doorbracht waardoor hij door de Duitse fiscus als Duits belastingplichtige werd aangemerkt, hoewel hij formeel in Monaco woonde.[1] Ook Guus Hiddink en Shakira kwamen met hun offshore belastingconstructies in de problemen.
- In een dergelijk geval zullen belastingautoriteiten omwille van het stellen van een voorbeeld deze personen relatief hard aanpakken. Instrumenten binnen het arsenaal van belastingautoriteiten zijn onder andere correctie van de belastingschuld met oplegging van een boete, strafvervolging, beslagleggingen, onderzoeken.
- Ook dienstverleners lopen in dit geval een groot risico. Men kan denken aan trustkantoren, notarissen, advocaten en belastingadviseurs die de constructie hebben geadviseerd of helpen opzetten, en bovenal de statutair directeuren van de vennootschappen die vaak werknemers in dienst van het trustkantoor zijn maar als formeel verantwoordelijke hard kunnen worden aangepakt.
- Vooral artiesten en sporters kunnen reputatieschade oplopen door de associatie met witwassen en financiering van terrorisme, of omdat men het moreel onverantwoord vindt dat ze gebruik maken van een belastingparadijs; als rolmodellen wordt verwacht dat zij het goede voorbeeld geven.

## Landen die als belastingparadijs worden beschouwd
Vanouds worden landen als Andorra, Monaco, Marshalleilanden, Panama en Nederlandse Antillen in relatie gebracht met het begrip belastingparadijs. Ook landen als Nederland of de VS worden door sommigen als belastingparadijs aangeduid, omdat bepaalde faciliteiten een aanzuigende werking hebben op buitenlandse bedrijven. Of daarmee ook direct sprake is van een belastingparadijs is echter op dit moment geen algehele overeenstemming.
- De OECD had in 2000 een lijst opgesteld met 38 landen die als belastingparadijs moesten worden beschouwd. Inmiddels hebben al die landen maatregelen getroffen of toezeggingen daartoe gedaan, waardoor de lijst op dit moment (december 2016) geen landen meer bevat.[3]
- Ook in Europees verband wordt toegezien op het uitbannen van "harmful tax practises". In 2015 en 2016 zijn enkele multinationals door de EU beboet voor het treffen van belastingafspraken die als illegale staatssteun kunnen worden beschouwd (o.a. Apple in Ierland en Starbucks in Nederland).
- Op 8 november 2016 zijn de EU-ministers overeengekomen criteria op te stellen voor de bepaling of sprake is van een belastingparadijs. Ingaande 2017 worden jaarlijkse lijsten opgesteld met deze landen.[4] Dit gebeurde voor het eerst op 5 december 2017, waarbij de volgende jurisdicties op de zwarte lijst werden gezet: Amerikaans-Samoa, Bahrein, Barbados, Grenada, Guam, Noord- en Zuid-Korea, Macau, de Marshalleilanden, Mongolië, Namibië, Palau, Panama, Saint Lucia, Samoa, Trinidad en Tobago, Tunesië en de Verenigde Arabische Emiraten.
- In december 2017 werd een motie die door Paul Tang (PvdA) was ingediend en Nederland tot belastingparadijs zou verklaren op één stem na niet goedgekeurd door het Europees Parlement. Eind maart 2019 werd een nieuwe dergelijke motie van PvdA'er Tang wel goedgekeurd door het Europees Parlement. Naast Nederland bestempelde de motie ook Ierland, Luxemburg, Malta en Cyprus als belastingparadijs. De motie plaatst de landen echter nog niet onmiddellijk op de 'zwarte lijst'; het is de Raad van Ministers van Financiën die daarover beslist.[5]

Een aantal van deze landen heeft beterschap beloofd en is daarom naar de "grijze lijst" verplaatst. Ook zijn enkele Caraïbische entiteiten toegevoegd die in december, zo kort na de orkaan Irma enig respijt hadden gekregen. De zwarte lijst omvat nu (maart 2018) nog negen entiteiten.
- Oxfam-Novib heeft in 2016 aandacht gevraagd voor de gevolgen van het Nederlandse belastingregime voor ontwikkelingslanden. In die publicatie wordt Nederland als belastingparadijs betiteld.[6]
- In 2016 heeft de zogenaamde Panamaroute veel aandacht gekregen vanwege de Panama Papers. In dit kader werd Panama min of meer beschouwd als belastingparadijs.

### Typering van belastingparadijzen
Belastingparadijzen kunnen landen zijn die weinig economisch potentieel bezitten of sterk afhankelijk zijn van de dienstensector. Veel belastingparadijzen zijn kleine eilandstaten die inderdaad behalve toerisme verder weinig of geen economische mogelijkheden hebben.
Dergelijke staten beogen met lage tarieven of gunstige voorwaarden te bereiken dat buitenlandse ondernemingen of vermogende particulieren zich er vestigen. Als veel bedrijven (brievenbus)vennootschappen zich vestigen verdient het land veel door de grote aantallen en door allerlei rechten waarvoor de bedrijven moeten betalen (registratierecht etc.). Bovendien maken deze bedrijven gebruik van de lokale dienstensector (trustkantoren en advocaten). Vermogende particulieren tracht men ertoe te bewegen er hun geld uit te geven of te investeren (bijvoorbeeld Monaco). Dit wordt eventueel beloond met een gouden visum of een gouden paspoort. 
Wanneer bepaalde zaken als alcohol, sigaretten en brandstof goedkoop zijn vanwege lage accijnzen of het ontbreken ervan, zullen veel mensen ook geld aan andere zaken uitgeven, bijvoorbeeld een tankstop in Luxemburg onderweg van Nederland naar Italië combineren met winkelen of een stadsbezoek.
Gunstige belastingregimes gaan vaak hand in hand met een soepel vennootschapsrecht, waarmee men makkelijk een vennootschap op kan richten. Soms hanteert men zelfs vrij creatieve rechtsvormen, zoals de Protective Cell Company (Jersey). In sommige landen geldt een bankgeheim waardoor het eenvoudig is inkomsten of vermogen te verzwijgen voor de fiscus. Verder worden over het algemeen geen restricties gesteld aan de aard van de ondernemingsactiviteiten, waardoor sommige belastingparadijzen geliefde alternatieven zijn voor zaken die in andere landen verboden zijn, zoals pornografie en gokken. Dergelijke regelingen kunnen ook misbruik uitlokken, waardoor een aantal belastingparadijzen een "crimineel" imago hebben gekregen.
Er kunnen grote verschillen tussen belastingparadijzen bestaan. Ze kunnen zich in verschillende categorieën specialiseren, bijvoorbeeld vermogende particulieren (Turks and Caicos Islands, Jersey, Monaco), zakelijke dienstverlening en technologie (Luxemburg), investeringsfondsen (Malta), online gokken (Gibraltar). Sommige belastingparadijzen zijn soepel en stellen weinig regels en restricties, wat het risico van misbruik en sancties vergroot. Anderen kiezen voor een respectabel imago, maar dat gaat uiteraard ten koste van de flexibiliteit. Reeds tijdens de Republiek der Zeven Verenigde Nederlanden koos Culemborg ervoor niet kieskeurig te zijn, terwijl IJsselstein zoals Luxemburg heden ten dage voor een respectabel imago koos.

### Beschermende maatregelen
Landen proberen op verschillende manieren hun wetgeving aan te passen, zodat het voor bedrijven en particulieren moeilijker wordt hun belastingstelsel te ontduiken. Zo kent Nederland een ruim woonplaatsbegrip, en hebben Frankrijk en de Verenigde Staten CFC-wetgeving ingevoerd, wetgeving die winst in buitenlandse dochtermaatschappijen (fictief) bij de moeder belast. Amerikaanse staatsburgers zijn ongeacht hun woonplaats belastingplichtig in de Verenigde Staten. FATCA is hier een uitvloeisel van: financiële instellingen worden op grond van nationaal recht dat het land volgend op een overeenkomst met de VS heeft, verplicht bezittingen van Amerikaanse staatsburgers te rapporteren. Verder kan een land ervoor kiezen geen belastingverdrag met een als belastingparadijs te beschouwen land te sluiten. In het uiterste geval komt het weleens tot economische sancties. Ook in OESO-verband zet men belastingparadijzen onder druk om hun stelsels aan te passen. Frankrijk ging in 1962 eenvoudiger te werk: het land dreigde Monaco's waterleiding af te sluiten, tenzij Monaco de fiscale voordelen voor Franse onderdanen terugnam. 
Belastingparadijzen, die zoals gezegd weinig economisch potentieel bezitten, kunnen zich hier vaak slecht tegen verweren. Sommige belastingparadijzen krijgen politieke steun van een broodheer, op voorwaarde dat zij deze broodheer niet fiscaal (te veel) in de wielen rijden. De broodheer is vaak een voormalige kolonisator of heeft een grens en nauwe historische banden met het belastingparadijs. Zo is Zwitserland (zelf in veel opzichten als belastingparadijs aangemerkt) de broodheer voor Liechtenstein, Frankrijk (met Spanje) voor Andorra en tevens voor Monaco en een aantal Franse (ex-)koloniën, Groot-Brittannië voor Gibraltar en veel Britse (ex-)koloniën, Nederland voor Aruba en Curaçao, China voor Macau, Italië voor San Marino. Een andere manier is het bedenken van nieuwe constructies om vermogenden en bedrijven aan te trekken. Omwille van de steeds verdere aanscherping van wetten en verdragen tegen pure belastingconstructies, proberen (voormalige) belastingparadijzen zich meer te profileren als aantrekkelijke financiële centra met een flexibel vennootschapsrecht en een goedgeschoolde beroepsbevolking. Nieuwe rechtsvormen richten zich dan niet zozeer op tax driven constructies, maar op investeringen en zogenaamde 'pass-through-vehikels'.

## Nederlandse vennootschapsbelasting
In de Nederlandse wet op de vennootschapsbelasting 1969 (kortweg Wet VPB 1969) zijn diverse regelingen opgenomen waarbij misbruik van constructies met belastingparadijzen binnen concernverband wordt bestreden. In die regelingen wordt geen eenduidige terminologie gebruikt. Zo wordt er gerefereerd aan een tarief dat naar Nederlandse maatstaven redelijk is (artikel 10a Wet VPB 1969) of aan een naar Nederlandse begrippen reële heffing (artikel 13 lid 11a Wet VPB 1969). Door de jurisprudentie wordt een belastingdruk van 10% doorgaans als redelijk beschouwd.